# Deïr Djamal
Deïr Djamal (دير جمال) est une petite ville du nord de la Syrie dépendant du gouvernorat d'Alep et du district d'Azaz. Selon le recensement de 2004, la ville avait alors une population de 4 287 habitants.

## Géographie
La ville se trouve au nord d'Alep. Les localités proches sont Tell Rifaat et Mari à l'est, Azaz au nord, Mayir et Zahraa au sud.

## Histoire
La ville est le théâtre de plusieurs affrontements sanglants pendant la guerre civile syrienne. Les rebelles islamistes s'emparent de la ville à l'été 2012, puis elle est prise par l'État islamique en janvier 2014. Pendant l'été 2014, les brigades kurdes du Jabhat al-Akrad prennent la ville à leur tour, mais la perdent à la fin de l'année 2015 car elle est prise par les rebelles islamistes du Front islamique qui y imposent à nouveau la chariah. Quelques mois plus tard, Deïr Djamal est reprise le 8 février 2016 par les forces démocratiques syriennes (dirigées par les Kurdes) avec l'appui de l'aviation russe.